# ピアノ協奏曲 (ティペット)
ピアノと管弦楽のための協奏曲は、マイケル・ティペットがバーミンガム市交響楽団からの委嘱を受けて1953年から1955年にかけて作曲したピアノ協奏曲。彼は1950年にドイツのピアニストであるヴァルター・ギーゼキングがルートヴィヒ・ヴァン・ベートーヴェンのピアノ協奏曲第4番をリハーサルするのを聴いており、作品全体の性格はその影響を受けている。この影響を受ける一方で、本作の音楽的内容は作曲者が1952年に完成させたオペラ『真夏の結婚』によって大きく形作られている。作品の構想ははじめ1940年代半ばからあったものの、その間の時間の多くを『真夏の結婚』に夢中になって過ごしていたのである。
本作はティペットの最も込み入った創作期から生まれた。創作期がはじまるきっかけとなった出来事は概念の次元にまで及んでおり、時期的には彼が『真夏の結婚』の作曲に没頭していた1950年の1月まで遡る。このオペラの影響は協奏曲全体にこだましており、一方で同じ創作期中で協奏曲に先んじて生み出された2つの作品、『ヘンデルの主題による幻想曲』（1939年-1941年）と交響曲第1番（1944年-1945年）も際立った存在感を示している。
本作は元来、作曲者が慎重に作り上げた『真夏の結婚』のピアノ編曲を陰で支えたノエル・ミュートン＝ウッドへと捧げられる予定であったが、ニュートン＝ウッドは1953年12月5日にこの世を去ってしまう。さらに、この協奏曲は1956年の初演の直前になって独奏を受け持つはずだったジュリアス・カッチェンが演奏不能として降りてしまうという問題にも見舞われた。カッチェンの代役はルイス・ケントナーが務めた。
曲は強いドラマ性や演奏技巧の表出よりも抒情性や詩的表現に重きを置いている。イギリスの作曲家デイヴィッド・マシューズはこの作品が先立つ数十年の間に協奏曲の作曲法として主流であった打楽器的かつ英雄的な見せ方に対する論評となっており、同時に反発する態度であると捉えている。ティペットはこのジャンルに協調的でなく、むしろ敵対的だと看做される取り組み方を軽蔑すると述べているが、ここでの方法論はその考え方と完全に一致したものとなっている。本作には革新的要素を伝統の中で正式となった形式の中に収めることに対するティペットの好みが表れている。曲はベートーヴェンのピアノ協奏曲第4番の例に見られるような、広大な第1楽章に比較的簡素な2つの後続楽章が付く形となっている。しかし、楽曲の大半にわたって和声の基礎を形作るのは3度でなく4度の和音である。これらは伝統的には解決が必要な不協和音という役割であったが、ここでは基本的な協和音として扱われる。この和声的基盤が『真夏の結婚』から遠からぬ華麗な抒情性を支えている。

## 楽曲構成
本作は古典的な急-緩-急の3楽章制に従っている。そこから音楽学者のケネス・グローグが指摘するのは、曲が歴史の移り変わりを写し出すティペットの協奏曲のパターンに沿っているということである。すなわち2つの弦楽合奏のための協奏曲でのコンチェルト・グロッソ様式から、複合型のコンチェルト・グロッソ、そして彼の三重協奏曲、ベートーヴェンの三重協奏曲、ヨハネス・ブラームスの二重協奏曲に典型的な器楽協奏曲までの歴史である。

### 第1楽章
Allegro non-troppo.
ソナタ形式。ベートーヴェンのピアノ協奏曲第4番を偲ばせるように穏やかに開始し、変イ調のパッセージで入ってくるフル・オーケストラが音楽の田園的調子を強調する。木管楽器のアラベスクに導かれて、弱音器をつけたヴィオラ、同じく弱音器付きのホルン、チェレスタが小規模な器楽合奏を始める。ティペットは『真夏の結婚』でも同様の合奏を用いており、イアン・ケンプは次のように解説している。「人生の表層的現実を超えた先へ動いていく永遠の存在（中略）神秘的でありながら馴染み深いもの、を強調するためである。」独奏が「第2主題」と表示された一群の主題とモチーフを導入してこの合奏を遮る。この幻想的な音色は後に2回再現される - 展開部のクライマックスと独奏のカデンツァである。ケンプが述べるに、これらのエピソードは「[『永遠の存在』の]幻想は失われることがないのだと、予知しがたくも安心感をもって思い出させてくれる」働きをしている。『真夏の結婚』と同様、ティペットは対照的な旋律と音楽的素材を併置している。オールミュージックのジョン・パーマーが指摘するように、この姿勢が出ている一例は第2主題への推移である。そこでは「精力的な6連符の流れがカノン風の処理を開始し、それがヴィオラ独奏による長く伸ばした音とアルペッジョによる抒情的旋律の伴奏となっていく。6連符が消え、ホルンに伴われたチェレスタがヴィオラの旋律のリズムに合わせて静かに入ってくる。休止に挟まれる形で前触れもなく木管と金管が大音量で6連符のパッセージの断片を不規則な長さで吹き上げ、終結へと向かって前進させるのである。」

### 第2楽章
Molto lento e tranquile.
第1楽章の穏やかさに比較すると、第2楽章はケンプが述べるところの「濃密で不穏、組になった木管楽器の特徴のない近接したカノンと躁状態のピアノが作る滝との勝ち抜き戦の様相である。」このやり取りは高音の弦楽器が入ってくるまでそれぞれに進行して続けられる。独奏はより思索的になり進みを静める。イギリスの音楽学者で作家のアーノルド・ウィタルはこの楽章を開始楽章よりも「過激さや進歩性の度合いが高い」と考えており、「ポリフォニーの中に取り込まれたそのテクスチュアと響きの対立は作りこまれているが、それはティペットの基準に則り、加えてシンメトリーを形成して閉じるのではなく発展的な三部形式を用いることにより一層精巧なものとなっている。」発展的三部形式とは一般的なABAでなくABCの形を取ることを指している。

### 第3楽章
Vivace.
第1楽章がベートーヴェンのピアノ協奏曲第4番を想起させるものであるのに対して、開始の調性がロ調から変ホ調へ変化し、全体に気高い音楽精神を宿す終楽章は同じ作曲者のピアノ協奏曲第5番（皇帝）により類似している。管弦楽のみによって奏でられる長い箇所（前の楽章で独奏ピアノがほぼ弾き通しであったことと対照を成す）は3つの部分に展開される。そこでは中央の部分に様々なモチーフ、進行、ブルース風の主題が盛り込まれ、コデッタではチェレスタが再登場する。独奏は新しい劇的な主題によって入ってくる。この一連の流れは実のところ「構成のうちの最初のエピソード、その管弦楽部分にロンド主題があり、それが間にエピソードを挟む形で3つに分割されている。」2つ目のエピソードではピアノと管弦楽が一体となり、3つ目はピアノのみ、最後のエピソードにおいてはピアノとチェレスタが二重奏を奏でる。最初のロンド主題が再現されて、短くも歓喜に満ちたコーダがハ長調で曲を結ぶ。

## 分析

### 『真夏の結婚』との類似
ティペット自身もこのピアノ協奏曲が自作のオペラ『真夏の結婚』に非常に近いものであることを認めており、その音楽について「そのオペラと同じく豊かで直線的、抒情的である」と述べている。ウィルフレッド・メラーズによると、重要な管弦楽曲や器楽曲と同時に主要な合唱作品、もしくはオペラを追求するのはティペットが1度ならず用いた方法であるという。交響曲第1番にはオラトリオ『我らが時代の子』の完成後に着手しており、ピアノソナタ第2番はオペラ『プリアモス王』に続いている。ケンプとグローグは本作の管弦楽による旋律とそこに施された華やかな装飾を引き合いに出して、これらが『真夏の結婚』を強く連想させるとしている。ケンプはとりわけ作曲者がチェレスタが用いたことを指して「不思議と魔法の領域を照らし出す」と述べている。
このオペラは協奏曲におけるティペットの独奏の書法への取り組みにも影響を及ぼした。協奏曲の書法の伝統的な面を完全に無視するわけではないものの、ティペットは主として揺らめくような特性に目を向けている。ケンプの記すところでは、そこにおいては「不均一な群を作る短い音符から成る旋律にペダルをかけることで和声が立ち現われてくる。」この方法論は既に1951年に作曲された歌曲集『The Heart's Assurance』において用いられており、特に「第3曲のthe meadows of her breath」という部分の詞の箇所では顕著である。

### ベートーヴェンの影響
グローグはベートーヴェンのピアノ協奏曲第4番がこの協奏曲へ影響を与えたと指摘する。作曲者自身もギーゼキングによるベートーヴェンのリハーサルが自らの作品の「まさに着想の瞬間」であったと記している。グローグは、独奏者がト長調の和音を導く静かな曲の冒頭部に、作曲的見地から最も明白にベートーヴェンの4番の特徴が出ていると主張する。この開始主題が再現する際に調性は変イ長調となっているが、これについてグローグはベートーヴェンのピアノソナタ第31番への「ティペットの取り組みを反映」していると述べる。しかし、アーノルド・ウィタルによれば、ティペットは開始楽章において「ベートーヴェンのソナタ形式の習慣を裏表にしている」という。交響曲第5番やピアノ協奏曲第5番といったベートーヴェン作品に存在する動的な厳しさとは反対に、ティペットは「変化が徐々に起こる」ようにしており、「明白にすることを避け、曖昧にしておくことによって首尾一貫した継続性への期待を目覚めさせているのである。」

### 歴史
1953年、ティペットはジョン・フィーニー慈善基金からバーミンガム市交響楽団のための作品を委嘱された。これは同団体がおこなった2つ目の委嘱であった。それ以前にも、ティペットは戯れにピアノ協奏曲を作曲する構想を立てていた。1950年、彼はドイツのピアニスト、ヴァルター・ギーゼキングがイングランドでの演奏会に向けてベートーヴェンのピアノ協奏曲第4番の第1楽章のリハーサルをしているのを耳にしていた。ギーゼキングはこの協奏曲の解釈で知られていた。1936年2月に行われたエイドリアン・ボールト指揮、BBC交響楽団との演奏について、イギリスの批評家はギーゼキングが「正確さと繊細さ」をもって演奏し、聴く者に「音楽全てを明確に理解して、深く感情移入して、そして全体を見渡して」提供できる「ベートーヴェンの第4協奏曲に相応しいピアニスト」であると記している。ティペットは後に次のように書いている。「並外れて詩的でありながらなおかつ古典的なベートーヴェンの楽章の演奏から影響を受け、私は気付くと今一度その詩的な能力のためにピアノを用いるような現代の協奏曲が書けないかと模索していたのである。」

## 評価
本作が難産となったオペラに続く大規模な管弦楽作品であることを理由に、ウィタルはこのピアノ協奏曲が「ティペット作品の中でも指折りの面白く、興味をそそられる楽曲」であると断言している。さらに付け加えて、本作が「抒情的な内省と『活発な』対位法を非常に決然とした関係へと」溶け込ませている点については2つの弦楽合奏のための協奏曲並びに『真夏の結婚』に続く作品であり、「抒情性は離れた位置でドラマ性を維持しているものの、純粋な音色と和声の『争い』は依然として芳醇かつ魅惑的である。一方で、抒情的エピソードの形式的帰結が、ティペットが用いた古典派-ロマン派の因習との既に複雑な関係性を新たな段階へと引き上げたのである。」『真夏の結婚』やコレッリの主題による協奏的幻想曲にも増して調性的解決を避けていることを根拠に、ウィタルは本作がそれら2作品に比べて「より野心的」な作品であると考えている。それでもなお、ウィタルはこの協奏曲に不均質さを認めている。「調性的視点をぼやかすこと」は開始楽章においては「音楽の性格として（中略）非常に効果的である」が、一方で緩徐楽章で「カノンが優勢となることと手の込んだ装飾」が組み合わされるにあたっては「非常に基礎的な和声の枠組みしか必要とならず」、フィナーレに関しては「継続している曖昧さへの欲求と新しく生じた横溢への要求が互いの方向性へ入り込んでくるため、記憶に残りにくくなってしまっている」としている。